# Agnes Dean Abbatt
Pour les articles homonymes, voir Abbatt.
Agnes Dean Abbatt, née le 23 juin 1847 à New York et morte le 1er janvier 1917 dans le comté de Westchester, est une artiste peintre américaine.
Peintre de natures mortes florales, de paysages et de scènes côtières, elle est la deuxième femme élue à l'American Watercolor Society.

## Biographie
Agnes Dean Abbatt naît le 23 juin 1847 à New York. Ses ancêtres paternels sont anglais et elle est d'origine huguenote française du côté maternel. Son arrière-grand-père et sa famille viennent d'Angleterre dans ce pays à la fin du siècle dernier. Ils s'installent dans ce qui est aujourd'hui Pleasant Valley, dans le comté de Dutchess, dans l'État de New York, où William D. Abbatt, le père d'Agnès, est né. Il passe sa vie dans les affaires à Poughkeepsie, Philadelphie et New York. La grand-mère d'Abbatt, Mme Dean, une Anglaise, est une amatrice d'art dotée d'un talent et d'une réussite hors du commun. Presque tous ses enfants sont doués pour la peinture, mais de tous les descendants, Agnès est la seule à avoir adopté l'art comme profession. Dès son enfance, elle montre un talent marqué pour le dessin, mais ce n'est qu'en 1873 qu'elle commence à étudier l'art en tant que profession. Cette année-là, elle entre à l'école d'art Cooper Union. Elle remporte une médaille pour une tête d'Ajax au cours de la première année de ses études et, grâce à ce succès, est admise à l'école d'art de l' Académie américaine de design de New York. Ses progrès sont si importants qu'à la fin de la première année dans cette institution, son premier dessin en pied fait partie des dessins sélectionnés pour l'exposition. Comme elle n'a pas l'intention de devenir peintre de figures, elle quitte l'Académie et se consacre à l'étude de la peinture de paysage. Elle étudie cette branche de l'art pendant plusieurs années avec K. Swain Gilford, N. A., et James D. Smillie, N. A., montrant constamment de nouvelles capacités et faisant des progrès rapides. En même temps, elle satisfait ses goûts dans une autre direction et se distingue comme aquarelliste et comme peintre de fleurs. Ses premiers tableaux, deux panneaux de fleurs, sont présentés lors de l'exposition du Brooklyn Art Club en 1875, où ils attirent beaucoup d'attention et trouvent des acheteurs. Son tableau suivant, My Next Neighbor, est exposé à New York et fait l'objet de critiques très favorables. Lors de l'exposition de la Water Color Society, en 1880, elle présente une composition intitulée When Autumn Turns the Leaves, qui est l'un des éléments les plus remarquables de l'exposition. La même année, Abbatt est élue membre de la Société américaine de l'aquarelle, ce qui lui permet d'occuper un rang élevé au sein de cette organisation d'artistes quelque peu exclusive. Elle est la deuxième femme à figurer sur la liste de ses membres. Elle accorde une attention particulière à la peinture de chrysanthèmes. Outre le tableau intitulé When Autumn Turns the Leaves, elle en peint d'autres qui méritent d'être signalés, parmi lesquels The Last of the Flowers, Flowers of the Frost, Our Japanese Cousins, From the Land of the Mikado, Autumn Colors et A Japanese Embassy, tous consacrés au chrysanthème royal. Dans le domaine du paysage, elle limite son travail aux scènes rurales du comté de Westchester (New York), aux recoins pittoresques de l'extrémité orientale de Long Island et à la côte du Maine et de la baie du Massachusetts. Parmi ses productions paysagères notables, citons Near Barnstable, Cape Cod, The Noisy Geese that Gabbled o'er the Poole, A Summer Afternoon on the New England Coast et In Lobster Lane, Magnolia, Massachusetts. Ce dernier tableau lui vaut une médaille d'argent lors de l'exposition de la Charitable Mechanics' and Tradesmen's Association de Boston dans le Massachusetts. Elle travaille avec autant de facilité et de succès à l'huile qu'à l'aquarelle, et elle étudie également le pastel. En plus de son propre travail créatif, elle enseigne l'art avec succès, en atelier et sur le terrain. Outre son atelier personnel, elle donne des cours à Washington, Troy, N.Y., et New Haven dans le Connecticut et enseigne sur le terrain à New York, dans le Massachusetts et dans le Maine. Parmi ses élèves privés figure Claude Raguet Hirst, née à Cincinnati, peintre de nature morte et seule femme de son époque à adopter la technique du trompe-l'œil. Agnes Dean Abbatt est une véritable passionnée d'art, à la fois comme créatrice et comme enseignante, et dans ces deux domaines, qui font appel à des compétences si différentes, elle se montre tout aussi à l'aise. Son travail a un caractère distinct, dans les contours et les tons, dans les ombres et les lumières, et sa fière position parmi les peintres des États-Unis est une position légitimement gagnée et maintenue avec succès. Elle peint jusqu'à sa mort, qui survient le 1er janvier 1917.

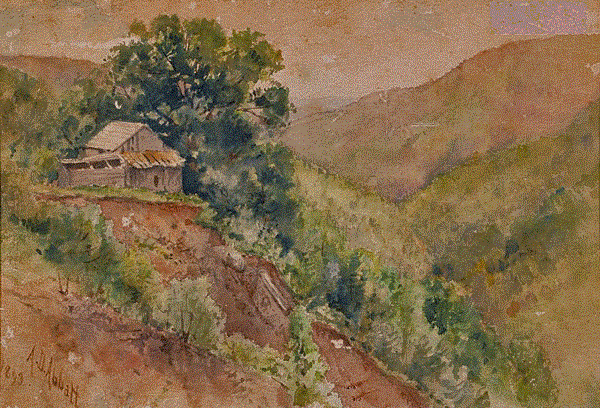
Hillside Landscape (1893), localisation inconnue.
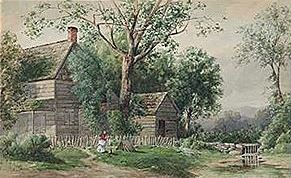
American Hillside Landscape, localisation inconnue.